# Heinrich Dahlström
Hermann Heinrich Dahlström (* 20. April 1840 in Hamburg; † 5. Mai 1922 ebenda) war ein deutscher Versicherungsmakler.

## Leben
Hermann Dahlström war ein Sohn von Johann Heinrich Dahlström (1811–1864) und der Enkel von Dor. Cath. Joh. Bergengrün (1774–1828). Er besuchte die Realschule und absolvierte eine Berufsausbildung als Tischler in der väterlichen Pianofortefabrik, die er später übernehmen sollte. Zu dieser Zeit forschte er an einem Wasserstoffantrieb und wurde vorzeitig für volljährig erklärt. 1860 gründete er eine Fabrik für Tonwaren in Geesthacht. 1864 veräußerte er das Unternehmen, das er mit einem Betriebskapital von 30 000 Mark Banko unterhalten hatte, wieder. Über technisch-wissenschaftliche Experimente lernte er Alfred Nobel kennen und übernahm eine Vertriebsagentur für von Nobel hergestelltes Sprengöl, das er an deutsche Gruben verkaufte. Anschließend leitete er selbst eine Grube im Rheinland. 1874/75 trat er in die Schiffsmaklerfirma Axel Dahlström & Co. ein, die sein gleichnamiger Bruders 1867 gegründet hatte.
1877 studierte Dahlström mehrere Wochen an der Bibliothek der Universität Kiel. Ein Jahr später las er eine Denkschrift des Eisenbahnspekulanten Bethel Henry Strousberg. Dadurch beschäftigte er sich mit den laufenden Diskussionen um das geplante Projekt, einen Kanal für die Schifffahrt zu bauen, der Nord- und Ostsee miteinander verbinden sollte. Dahlström schlug in einer Publikation 1878 vor, den Bau des Kanals unter staatlicher Beteiligung privat zu finanzieren. Er erstellte aufwändige Kalkulationen und machte Vorschläge für zwei alternative Routenverläufe. Es gelang ihm somit, die zuvor konträren Standpunkte bezüglich des Kanalbaus zusammenzuführen und dessen Realisierung entscheidend voranzubringen. Der Staat übernahm Dahlströms Vorschläge 1885 und entlohnte ihn hierfür mit 50.000 Mark. Von 1887 bis 1895 entstand darauf basierend der Kaiser-Wilhelm-Kanal.

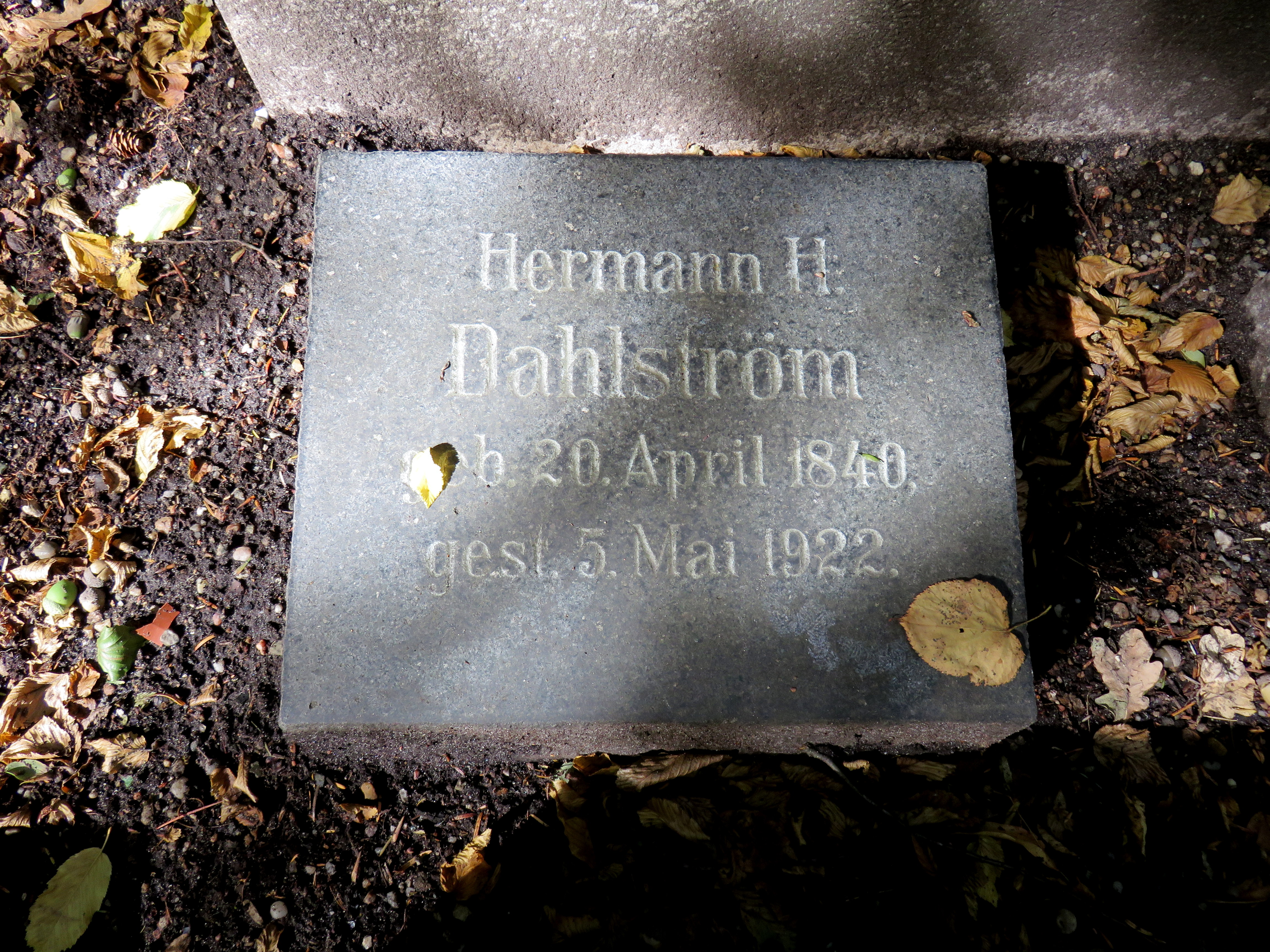
Kissenstein für
Hermann H. Dahlström auf dem
Familiengrab, Friedhof Ohlsdorf

1883 gründete Dahlström gemeinsam mit mehreren Reedereien an der Ostsee den Deutschen Rhederei-Verein. Er wollte der deutschen Schifffahrt somit eine Alternative zu britischen Versicherern bieten, von denen sie bis dahin abhängig gewesen waren. Bei dem Verein handelte es sich um eine Seeversicherungs-Aktiengesellschaft mit Sitz in Hamburg., deren Vorsitz Dahlström übernahm. Vermutlich eng damit verbunden gründete er 1886 als Hauptteilhaber den Nordischen Bergungsverein (NBV). Es handelte sich um das erste leistungsfähige Unternehmen in Deutschland, das Schiffe bergen konnte. Der NBV entwickelte sich schnell zum führenden Spezialbergungsunternehmen Deutschlands. 1914 hatte das Unternehmen zehn Dampfer und zwei Bergungsprähme. Die Flotte arbeitete nicht nur an den deutschen Küsten, sondern auch überregional in Nord- und Ostsee, im Mittelmeer und im Schwarzen und Roten Meer. Dabei kooperierte der Verein eng mit Svitzer aus Kopenhagen und Neptun aus Stockholm. 1922 übernahm die heutige Bugsier-, Reederei- und Bergungsgesellschaft den NBV, dessen Geschäfte Dahlström bis 1903 geführt hatte.
1903 veröffentlichte er im Jahrbuch der Schiffbautechnischen Gesellschaft, Band IVeinen Beitrag Das Bergungswesen und die Hebung gesunkener Schiffe.
1905 beendete Dahlström alle geschäftlichen Tätigkeiten bis auf den Aufsichtsratsvorsitz des Deutschen Rhederei-Vereins.
Auf dem Friedhof Ohlsdorf in Hamburg befindet sich bei Planquadrat G 5 in der Bergstraße südlich vom Friedhofsmuseum die Familiengrabstätte H.H.Dahlström.